# 沃萊尼鄉 (瓦斯盧伊縣)
46°45′N 27°45′E / 46.750°N 27.750°E
沃萊尼鄉（羅馬尼亞語：Comuna Văleni, Vaslui），是羅馬尼亞的鄉份，位於該國東北部，由瓦斯盧伊縣負責管轄，面積39平方公里，海拔高度122米，2007年人口4,715，人口密度每平方公里121人。